# Law & Order: Organized Crime (seizoen 3)
Dit artikel vat het derde seizoen van Law & Order: Organized Crime samen.

## Rolverdeling

### Hoofdrollen
- Christopher Meloni - senior rechercheur Elliot Stabler
- Ainsley Seiger - rechercheur Jet Slootmaekers
- Nona Parker Johnson - rechercheur Carmen Riley
- Brent Antonello - rechercheur Jamie Whelan
- Rick Gonzalez - rechercheur Bobby Reyes
- Danielle Moné Truitt - brigadier Ayanna Bell

### Terugkerende rollen
- Mariska Hargitay - hoofdinspecteur/captain Olivia Benson
- Peter Scanavino - assistent-officier van justitie Dominick "Sonny" Carisi jr.
- Ice-T - brigadier Odafin "Fin" Tutuola
- Octavio Pisano - rechercheur Joe Velasco
- Kelli Giddish - rechercheur Amanda Rollins
- Molly Burnett - rechercheur Grace Muncy
- Wass Stevens - agent Dominic Russo
- Kevin Corrigan - Vincent Bishop
- Michael Drayer - Kenny Kyle
- Janel Moloney - deputy-inspecteur Dominic Russo
- James Roch - deputy-inspecteur Ray Thurman
- Christopher Cassarino - Vaughn Davis
- Pooch Hall - Dante Scott
- Daniel Jenkins - Leonard Baker
- Ayelet Zurer - Italiaanse agente Tia Leonetti
- Gus Halper - Teddy Silas
- John Doman - Robert Silas
- Camilla Belle - Pearl Serrano

## Afleveringen
| Nr. | Aflevering | Titel                               | Regisseur        | Schrijver(s)                            | Selectie gastrollen | Uitzenddatum      |  |
| --- | ---------- | ----------------------------------- | ---------------- | --------------------------------------- | --- | ----------------- |  |
| 31 | 1          | Gimme Shelter - Deel 1              | Jean de Segonzac | Rick Eid Gwen Sigan                     | Mehcad Brooks - rechercheur Jalen Shaw Camryn Manheim - inspecteur Kate Dixon Beau Knapp - Mark Sirenko Andrew Yackel - Vince                      | 22 september 2022 |  |
| Deze aflevering is het begin van een cross-over, het vervolg gaat verder met deel 2 op Law & Order: Special Victims Unit (seizoen 24, aflevering 1) en met deel 3 op Law & Order (seizoen 22, aflevering 1). Het lukt een meisje uit de handen van mensensmokkelaars te ontsnappen en rent met bloed op haar gezicht over straat als Frank Cosgrove haar ontdekt, en dan wordt ze aangereden door een auto. Terwijl medici naar haar onderweg zijn, vermoordt iemand haar en ontsnapt voordat Cosgrove kan reageren. Hij en zijn partner komen erachter dat het meisje bij haar tante woonde en twee maanden vermist was, en komen er ook achter dat er zout water op haar handen zat. Zij horen dan dat er een jachtfeest aan de gang was op een plaatselijke pier, en gaan naar de eigenaar van het jacht die zegt dat hij het aan mensen verhuurt. Ze bezoeken luitenant Benson die hen toegang geeft tot de camera’s in de omgeving, en ontdekken dan dat er een persoon achter de tiener aan zat. SVU vindt haar locatie, Cosgrove en Stabler doen een inval in het huis, arresteren de vrouw en vinden een 14-jarig meisje in een slaapkamer. |            |                                     |                  |                                         | |                   |  |
| 32 | 2          | Everybody Knows the Dice Are Loaded | John Polson      | Bryan Goluboff                          | Camilla Belle - Pearl Serrano Joanie Anderson - Sandra Cole Keren Dukes - Denise                                                                   | 29 september 2022 |  |
| Terwijl de eerste spade in de grond wordt gestoken voor het eerste casino van de stad, onderzoekt Stabler de dood van een man wiens weigering om zijn huis op de site te verkopen de bouw heeft vertraagd. Twee nieuwe rechercheurs voegen zich bij de eenheid. Bell verdeelt haar focus tussen werk en haar dreigende scheiding. |            |                                     |                  |                                         | |                   |  |
| 33 | 3          | Catch Me if You Can                 | Kate Woods       | Michael Konyves Juliet Lashinsky-Revene | Keren Dukes - Denise Olivia Horton - Dede Hayes Erin Fritch - Lisa                                                                                 | 6 oktober 2022    |  |
| Kenny bezoekt de rattenverkoper, en het team realiseert zich dat zijn mentale toestand verslechtert. Ayanna's ex-partner is teleurgesteld over Ayanna's moederschapsvaardigheden. De vrouw van Teddy Silas wendt zich tot een privédetective. |            |                                     |                  |                                         | |                   |  |
| 34 | 4          | Spirit in the Sky                   | Simon Brand      | Jorge Zamacona                          | Taylor Selé - Ike Crawford Polly Lee - Camille Bishop Gary Hilborn - Albert Nylan                                                                  | 13 oktober 2022   |  |
| Met een verdachte in hechtenis voor de moord op Henry Cole, gaat Reyes undercover in de gevangenis om meer informatie van hem te verzamelen. Pearl en Teddy nemen een moeilijke beslissing om ervoor te zorgen dat de bouw van het casino op schema blijft. |            |                                     |                  |                                         | |                   |  |
| 35 | 5          | Behind Blue Eyes                    | John Polson      | Barry O'Brien                           | Pooch Hall - Dante Scott Anthony Lee Medina - Manny Rivera Daniel Jenkins - Leonard Baker                                                          | 27 oktober 2022   |  |
| Terwijl Stabler wordt opgeroepen om in de rechtbank te getuigen tegen de broederschap, heeft het team hun zinnen gezet op een gevaarlijke criminele bende die verkleed als politieagenten zware misdrijven pleegt. |            |                                     |                  |                                         | |                   |  |
| 36 | 6          | Blaze of Glory                      | Anna Dokoza      | Daniel "Koa" Beaty                      | Pooch Hall - Dante Scott Carmen Zilles - Tammy Reyes Bruce Kirkpatrick - agent Cabrera                                                             | 3 november 2022   |  |
| Nadat de politie in een vuurgevecht beland, gaat Stabler op een missie om erachter te komen hoe de daders verbonden zijn met de NYPD. Reyes is vastbesloten om de agressors uit zijn verleden achter de tralies te zetten, zelfs als dat betekent dat hij tegen bevelen in moet gaan. |            |                                     |                  |                                         | |                   |  |
| 37 | 7          | All That Glitters                   | Simón Brand      | Josh Fagin Candice Sanchez McFarlane    | Anastasia Mirabelle - Joy Mark Ivanir - Mikael Abramov Rajesh Bose - Jay                                                                           | 10 november 2022  |  |
| De politie gaat undercover om een sieradendievenbende op te rollen, waarvan ze zich realiseren dat het niet alleen goud smokkelt. Een onverwachte gast uit het verleden van Stabler arriveert om te helpen de operatie af te bouwen, en enkele verborgen gevoelens onder ogen te zien. |            |                                     |                  |                                         | |                   |  |
| 38 | 8          | Whipping Post                       | Sharon Lewis     | Jorge Zamacona                          | Elizabeth Danielle Pujadas - Ava Serrano Gian-Murray Gianino - Luca Belucci James Ciccone - Tommaso Vizzini                                        | 17 november 2022  |  |
| Wanneer Pearl op mysterieuze wijze ziek wordt, wordt het team teruggesleept in de corruptie van de eerste casino-ontwikkeling van New York. Bell probeert te voorkomen dat geruchten de ronde doen wanneer er een belangrijke beslissing moet worden genomen. |            |                                     |                  |                                         | |                   |  |
| 39 | 9          | Last Christmas                      | Jean de Segonzac | Sean Jablonski                          | Eric T. Miller - Giovanni Costello Satomi Hofmann - advocate van Silas Adit Dileep - ADA Sanders James Russell - ADA Polson                        | 8 december 2022   |  |
| Vlak voordat hij de eenheid sluit, biedt Robert Silas aan zich over te geven en samen te werken met de politie. Op weg om hem te ontmoeten, realiseert het team zich dat ze niet de enigen zijn die naar hem op zoek zijn. |            |                                     |                  |                                         | |                   |  |
| 40 | 10         | Trap                                | John Polson      | Emmy Higgins                            | Gabriel Sloyer - Nestor Castillo Max Baker - dr. Newsom Markice Moore - Tino Alvarez                                                               | 5 januari 2023    |  |
| Wanneer een informant wanhopig op zoek is naar hulp, richt het team zijn pijlen op een gevaarlijke misdaadbende die flink huis houdt in New York. Jamie gaat undercover, maar realiseert zich al snel dat hij er misschien tot over zijn oren in zit. Bell ontmoet haar nieuwe baas. |            |                                     |                  |                                         | |                   |  |
| 41 | 11         | The Infiltration Game               | Stephen Surjik   | Alec Wells                              | Tony Amendola - Antonio Duran Ana Osorio - Bernanda Menendez Joseph T. Campos - Cristobal Ruiz                                                     | 12 januari 2023   |  |
| Jamie ontmoet de baas van de misdaadbende en Stabler dwingt een drugsdealer om dicht bij hem te komen. De komst van rechercheurs uit Miami compliceert de situatie echter. Bell begint Thurman te verdenken. |            |                                     |                  |                                         | |                   |  |
| 42 | 12         | Partners in Crime                   | Tess Malone      | Barry O'Brien John A. McCormack         | Timothy V. Murphy - Eamonn Murphy Michael Malarkey - Seamus O'Meara Kathleen Munroe - D.A. Rika Harold                                             | 26 januari 2023   |  |
| Nadat ze heeft vernomen dat een onaantastbare misdaadbaas mogelijk achter de dood van haar voormalige partner zit, schakelt Bell het team in om hem uit te schakelen. |            |                                     |                  |                                         | |                   |  |
| 43 | 13         | Punch Drunk                         | Brenna Malloy    | Juliet Lashinsky-Revene                 | Timothy V. Murphy - Eamonn Murphy Michael Malarkey - Seamus O'Meara John Maria Gutierrez - Gustavo Lopez                                           | 2 februari 2023   |  |
| Jet komt dichter bij Seamus, waardoor Bell vreest dat ze het persoonlijke en het professionele niet kan scheiden. Het team bereidt zich voor op de grote confrontatie tussen de Morello's en de Murphy's. |            |                                     |                  |                                         | |                   |  |
| 44 | 14         | All in the Game                     | Oz Scott         | Michael Konyves                         | Timothy V. Murphy - Eamonn Murphy Michael Malarkey - Seamus O'Meara Don DiPetta - Michael Amato Morgan Brown - Brandon                             | 16 februari 2023  |  |
| Wanneer een lid van het team wordt vermist, maakt Teddy gebruik van de chaos om te ontsnappen; Bell beveiligt een belangrijk bewijsstuk in haar zaak tegen Murphy. |            |                                     |                  |                                         | |                   |  |
| 45 | 15         | The Wild and the Innocent           | Alex Zakrzewski  | Jorge Zamacona                          | Michael Biehn - David Carver Ronnie Gene Blevins - Peter Grimes Michael Markiewicz - Deacon                                                        | 23 februari 2023  |  |
| Nadat de dochter van de voormalige mariniersmaatje van Stabler wordt ontvoerd, moet het team helpen bij het beslechten van een gevaarlijk geschil tussen twee rivaliserende motorbendes die verwikkeld zijn in een dodelijk plan. |            |                                     |                  |                                         | |                   |  |
| 46 | 16         | Chinatown                           | Milena Govich    | Josh Fagin Candice Sanchez McFarlane    | Esther Chen - Jennifer Lee Kelvin Han Yee - kapitein Lin Tina Chilip - Susu                                                                        | 23 maart 2023     |  |
| Wanneer de inzamelingsactie van een kandidaat voor de gemeenteraad eindigt in een moordaanslag, maakt Stabler er een topprioriteit van om de dader te vinden. Ondanks de bevelen van Thurman is de lokale districtskapitein terughoudend om het team van Bell de leiding te laten nemen. |            |                                     |                  |                                         | |                   |  |
| 47 | 17         | Blood Ties                          | Jonathan Brown   | Alec Wells                              | Michael Tow - Wen Shao Angela Lin - rechercheur Isabelle Chang Nicky Torchia - Eli Stabler Wai Ching Ho - zuster Shu                               | 30 maart 2023     |  |
| Een vader die wanhopig op zoek is naar zijn zoon, helpt Stabler een sinistere mensenhandeloperatie op te rollen. Het onderzoek van Bell wordt ondermijnd door een machtige politicus. |            |                                     |                  |                                         | |                   |  |
| 48 | 18         | Tag:GEN                             | John Polson      | Nick Culbertson                         | Max Sheldon - Alex Petrillo Adrian Anchondo - recherheur Eric Geary Shalim Ortiz - Paolo Costa                                                     | 6 april 2023      |  |
| Wanneer een drugsvangst verkeerd afloopt, ontdekt het team een sinister overvalplan gericht op homoseksuele mannen. Bell zweert een collega-agent te helpen wanneer hij het slachtoffer wordt van het plan. |            |                                     |                  |                                         | |                   |  |
| 49 | 19         | A Diplomatic Solution               | Jon Cassar       | Christina Piña                          | Kamran Shaikh - Veer Karen David - Diya Laghari Ellen Burstyn - Bernadette Stabler                                                                 | 27 april 2023     |  |
| Het team probeert de groep te vinden die verantwoordelijk is voor een moordaanslag op een VN-diplomaat. Whelan en Reyes vinden een belangrijke aanwijzing in de diepten van het tunnelsysteem van de stad. Stabler worstelt om het onderzoek in evenwicht te brengen met de toenemende behoefte aan steun van zijn moeder. |            |                                     |                  |                                         | |                   |  |
| 50 | 20         | Pareto Principle                    | Gonzalo Amat     | David Graziano Brendan Feeney           | Mac Brandt - Lloyd Bloom Francois Battiste - agent Curtis McCrary James Andrew O'Connor - agent Mike Pendergast Ellen Burstyn - Bernadette Stabler | 4 mei 2023        |  |
| De FBI schakelt Bell en Stabler in als ze vermoeden dat een gruwelijke moord verband houdt met een reeks bankovervallen. Wanneer een DNA-match wordt gekoppeld aan een verdachte met het perfecte alibi, worstelt het team om een zaak tegen hem te maken. |            |                                     |                  |                                         | |                   |  |
| 51 | 21         | Shadowërk                           | Tess Malone      | David Graziano                          | Francois Battiste - agent Curtis McCrary Goya Robles - Oscar Papa Robert Turano - Gary Longo Lou Martini jr. - Ron Freddo                          | 11 mei 2023       |  |
| Wanneer DNA van een SVU-verkrachtingsonderzoek in verband wordt gebracht met een onopgeloste moord van het team, ontdekken Stabler en Benson een wraakplan op het dark web. |            |                                     |                  |                                         | |                   |  |
| 52 | 22         | With Many Names                     | John Polson      | David Graziano                          | Terry Serpico - chief Tommy McGrath Jasmine Batchelor - rechercheur Tonie Churlish Kadia Saraf - Anya Avital Winter Andrews - Kyle Wilkie          | 18 mei 2023       |  |
| Terwijl het team en SVU een harteloze en wanhopige verdachte naderen, zet de Amerikaanse procureur Stabler en Benson op de bank. Bell en Fin moeten het team leiden op een hachelijke taak. Rollins confronteert een getuige die weigert mee te werken. |            |                                     |                  |                                         | |                   |  |